# サクマ&ピース
『サクマ＆ピース』（サクマアンドピース）は、福島中央テレビで2021年10月から不定期に放送されているバラエティ番組。略称・番組公式ハッシュタグは「サクピー」。

## 概要
共に福島県いわき市出身で、高校卒業後は地元から離れて活躍している二人が、地元・いわきを旅しながら福島が誇る日本を代表する人や物に出会い、全国に広まるようにプロデュースしていく番組。1日で4本録りである。
2021年3月にテレビ東京を退社し、フリーになった佐久間にとって、出演者として初のテレビ冠番組である。
シーズン1は福島中央テレビでの放送直後からTVerで配信されたほか、Amazonプライムビデオ、Huluでも配信された。ローカル番組でありながら、星野源やDJ松永が自身の冠ラジオ番組で当番組について言及するなど話題となり、全国22の放送局で地上波放送されることとなった。
以上のようにシーズン1が好評を博したことから、シーズン2の制作が決定。シーズン1と同様に全4回構成で、2022年6月に放送された。以降、不定期で制作されており、シーズン5では初めていわき市を飛び出し、福島市でのロケを行った。

## 出演者
- 佐久間宣行（テレビプロデューサー）
- 平子祐希（アルコ&ピース）

## ネット局

### シーズン1
| 放送対象地域   | 放送局           | 系列           | 放送日時                          | 放送期間                  | ネット状況 | 備考                             |
| -------------- | ---------------- | -------------- | --------------------------------- | ------------------------- | ---------- | -------------------------------- |
| 福島県         | 福島中央テレビ   | 日本テレビ系列 | 日曜 15:55 - 16:25                | 2021年10月17日 - 11月7日  | 【制作局】 |                                  |
| 北海道         | 札幌テレビ       | 日本テレビ系列 | 金曜 1:29 - 1:59（木曜深夜）      | 2022年1月7日 - 1月28日    | 遅れネット |                                  |
| 青森県         | 青森放送         | 日本テレビ系列 | 木曜 1:24 - 1:54（水曜深夜）      | 2022年1月6日 - 1月27日    | 遅れネット |                                  |
| 岩手県         | テレビ岩手       | 日本テレビ系列 | 4:45 - 5:45                       | 2022年1月2日・3日         | 遅れネット | 2話ずつ2日連続放送               |
| 宮城県         | ミヤギテレビ     | 日本テレビ系列 | 日曜 5:45 - 6:15                  | 2022年1月9日 - 2月6日     | 遅れネット |                                  |
| 秋田県         | 秋田放送         | 日本テレビ系列 | 1:20 - 1:50                       | 2021年12月28日 - 12月31日 | 遅れネット | 4日連続放送                      |
| 山形県         | 山形放送         | 日本テレビ系列 | 水曜 7:00 - 7:30 木曜 0:59 - 1:29 | 2021年12月29日・30日      | 遅れネット | #1、#2のみ放送                   |
| 長野県         | テレビ信州       | 日本テレビ系列 | 火曜 5:30 - 6:00                  | 2021年12月28日            | 遅れネット | #1のみ放送                       |
| 石川県         | テレビ金沢       | 日本テレビ系列 | 2:29 - 3:04                       | 2022年1月2日 - 1月5日     | 遅れネット | 4日連続放送                      |
| 富山県         | 北日本放送       | 日本テレビ系列 | 日曜 2:00 - 2:30（土曜深夜）      | 2022年3月6日 - 3月27日    | 遅れネット |                                  |
| 山梨県         | 山梨放送         | 日本テレビ系列 | 9:55 - 10:25                      | 2022年3月7日 - 3月14日    | 遅れネット | 3/7から3日連続放送。#4は3/14放送 |
| 福井県         | 福井放送         | 日本テレビ系列 | 日曜 0:55 - 1:55（土曜深夜）      | 2022年4月3日              | 遅れネット | #1、#2のみ連続放送               |
| 山口県         | 山口放送         | 日本テレビ系列 | 6:00 - 6:30                       | 2021年12月28日 - 12月31日 | 遅れネット | 4日連続放送                      |
| 鳥取県・島根県 | 日本海テレビ     | 日本テレビ系列 | 水曜 1:35 - 2:05（火曜深夜）      | 2022年1月5日 - 1月26日    | 遅れネット |                                  |
| 広島県         | 広島テレビ       | 日本テレビ系列 | 月曜 1:25 - 2:00（日曜深夜）      | 2022年3月14日 - 4月4日    | 遅れネット |                                  |
| 徳島県         | 四国放送         | 日本テレビ系列 | 5:30 - 6:00                       | 2021年12月28日 - 12月31日 | 遅れネット | 4日連続放送                      |
| 愛媛県         | 南海放送         | 日本テレビ系列 | 土曜 0:30 - 0:59（金曜深夜）      | 2022年1月15日             | 遅れネット | #1のみ放送                       |
| 高知県         | 高知放送         | 日本テレビ系列 | 日曜 17:00 - 17:30                | 2022年1月16日 - 2月6日    | 遅れネット |                                  |
| 長崎県         | 長崎国際テレビ   | 日本テレビ系列 | 0:45 - 1:49                       | 2022年1月2日・3日         | 遅れネット | 2話ずつ2日連続放送               |
| 福岡県         | 福岡放送         | 日本テレビ系列 | 金曜 2:10 - 2:40（木曜深夜）      | 2022年1月14日 - 2月4日    | 遅れネット |                                  |
| 鹿児島県       | 鹿児島読売テレビ | 日本テレビ系列 | 木曜 11:00 - 11:30                | 2022年1月13日 - 2月4日    | 遅れネット | #4は2/4（金）放送                |
| 神奈川県       | テレビ神奈川     | 独立局         | 金曜 23:00 - 23:30                | 2022年3月4日 - 3月25日    | 遅れネット |                                  |
| 東京都         | TOKYO MX         | 独立局         | 日曜 16:30 - 17:00                | 2022年3月20日 - 4月10日   | 遅れネット |                                  |

## 配信
- TVer
- Amazonプライムビデオ
- Hulu

## スタッフ
- ナレーター：小野紗由利（福島中央テレビアナウンサー）
- カメラ：冠木孝之
- 音声：發田雄二
- MA：道音俊夫
- 照明：岡部一浩
- 音効：木村俊之
- CG：金子瞳
- 構成：福田卓也
- 総合演出：佐久間宣行
- ディレクター：平出篤史、鈴木洋憲、円谷浩一
- 広報：佐藤昭徳、栁沼香林
- プロデューサー：堀田泰裕
- チーフプロデューサー：菅澤大一郎
- 協力：小松理虔、FCTテレビット、福島クリエーティブ、テックスタッフ、音響企画
- 制作著作：福島中央テレビ